# Rhamphomyia shirayuki
Rhamphomyia shirayuki är en tvåvingeart som beskrevs av Saigusa 1964. Rhamphomyia shirayuki ingår i släktet Rhamphomyia och familjen dansflugor. Inga underarter finns listade i Catalogue of Life.